# 서대문우체국
서대문우체국(西大門郵遞局)은 서울 서대문 지역의 우편 및 우체국예금 · 보험 분야의 업무를 수행하는 서울지방우정청 소속 우체국이다. 서울특별시 서대문구 성산로20길 9에 있다.

## 기본 정보
- 주소: 서울특별시 서대문구 성산로20길 9 (창천동)
- 우편번호: 03727

## 연혁
- 1901년 11월 1일: 한성우체사 경교지사로 업무 개시
- 1906년 7월 1일: 서대문우체국으로 승격
- 1934년 3월 21일 : 경성현저동우편소 설치[1]
- 1936년 4월 1일 : 경성현저동우편소를 경성현저정우편소로 명칭 변경[2]
- 1941년 2월 1일 : 경성현저정우편소를 경성현저정우편국으로 명칭 변경[3]
- 1942년 3월 30일 : 경성신촌우편국 설치[4]
- 1946년 5월 1일: 과 편제 업무 개시 (서무, 통신, 환저금, 보험)
- 1951년 12월 1일 : 서울만리동우체국, 서울현저동우체국 사무취급 중지[5]
- 1962년 6월 11일 : 서울홍제동우체국 개국[6]
- 1968년 12월 16일 : 신촌우체국 연세대학교출장소 신설
- 1969년 7월 10일 : 신촌우체국 연세대학교출장소를 서대문우체국 연세대학교분국으로 명칭 변경, 서대문우체국 이화여자대학교분국 개국
- 1974년 12월 20일 : 서울모래내우체국 개국[7]
- 1981년 9월 10일 : 서대문우체국 명지대학교분국 신설[8]
- 1984년 10월 5일 : 서울홍은3동우편취급소 개국[9]
- 1984년 10월 25일 : 서울홍제3동우편취급소 개국[9]
- 1987년 4월 1일 : 서울연희동우체국 개국[10]
- 1987년 12월 10일 : 서대문우체국 명지대학교분국을 서울명지대학교우체국으로, 서대문우체국 연세대학교분국을 서울연세대학교우체국으로, 서대문우체국 이화여자대학교분국을 서울이화여자대학교우체국으로 명칭 변경[11]
- 1987년 12월 30일 : 서울독립문우편취급소, 서울홍남우편취급소 개국[12]
- 1989년 1월 25일: 서대문우체국 청사이전 (충정로에서 창천동 현 청사로), 서울충정로우체국 개국[13]
- 1991년 12월 9일 : 서울홍은미성우편취급소 개국[14]
- 1992년 6월 15일 : 경찰청우체국 개국[15]
- 1996년 12월 2일 : 서울미근동우편취급소, 서울홍은3동우편취급소 개국[16]
- 1997년 10월 2일: 총괄국 직제개편 2과 → 4과 1실
- 1998년 11월 2일 : 서울남가좌2동우편취급소, 서울북가좌2동우편취급소 개국[17]
- 1999년 4월 1일 : 서울충정로우체국 관서 급수 격하[18]
- 2004년 12월 1일: 총괄국 직제개편 4과 1실 → 3과 1실
- 2009년 6월 1일: 서울모래내우체국 리모델링 공사로 인해 업무 일시중지[19]
- 2009년 7월 1일: 서울홍은3동우편취급국을 서울홍은2동우편취급국으로 명칭 변경[20]
- 2009년 9월 30일: 서울모래내우체국 업무 재개
- 2012년 12월 3일: 창천동 청사 개축 이전
- 2013년 12월 31일: 서울북가좌2동우편취급국 폐국[21]
- 2014년 1월 1일: 우편구역을 다음과 같이 고시[22]

| 배달국       | 배달구역        | 구역번호      |
| ------------ | --------------- | ------------- |
| 서대문우체국 | 서대문구 전지역 | 03600 ~ 03789 |

- 2014년 7월 4일: 서울명지대학교우체국 폐국[23]
- 2014년 7월 7일 : 서울명지대학교우편취급국 개국
- 2014년 9월 30일: 서울홍은미성우편취급국 위탁계약 해지[24]
- 2014년 10월 1일: 서울홍은미성우편취급국 재개국[24]
- 2014년 11월 3일: 서울남가좌2동우편취급국을 서울남가좌1동우편취급국으로 명칭 변경[25]
- 2015년 3월 1일: 총괄국 직제개편 3과 1실 → 4과 1실
- 2016년 12월 30일: 서울홍남우편취급국 폐국[26]
- 2017년 1월 2일: 우편구역을 다음과 같이 고시[27]

| 배달국       | 배달구역        | 구역번호      |
| ------------ | --------------- | ------------- |
| 서대문우체국 | 서대문구 전지역 | 03600 ~ 03789 |

- 2020년 9월 4일 : 경찰청우체국 폐국[28]
- 2020년 9월 14일 : 경찰청우편취급국 신설[29]

## 관할 우체국
| 우체국명                 | 사진 | 주소                                                       | 비고                                                                       |
| ------------------------ | ---- | ---------------------------------------------------------- | -------------------------------------------------------------------------- |
| 경찰청우체국             |      | 서울특별시 서대문구 통일로 97(미근동)                      | 2020년 9월 4일 폐국                                                        |
| 경찰청우편취급국         |      | 서울특별시 서대문구 통일로 97 (미근동)                     | 2020년 9월 14일 신설                                                       |
| 서울명지대학교우체국     |      | 서울특별시 서대문구 거북골로 34 (남가좌동)                 | 2014년 7월 4일 폐국                                                        |
| 명지대학교우편취급국     |      | 서울특별시 서대문구 거북골로 34(남가좌동)                  | 2014년 7월 7일 신설                                                        |
| 서울남가좌1동우편취급국  |      | 서울특별시 서대문구 모래내로 143(남가좌동)                 | 1998년 11월 2일 신설 2014년 11월 3일 서울남가좌2동우편취급국에서 명칭 변경 |
| 서울독립문우편취급국     |      | 서울특별시 서대문구 독립문공원길 13 극동상가 127호(현저동) | 1987년 12월 30일 신설                                                      |
| 서울모래내우체국         |      | 서울특별시 서대문구 거북골로 160(북가좌동)                 |                                                                            |
| 서울미근동우편취급국     |      | 서울특별시 서대문구 서소문로 21 충정타워 지하1(미근동)     | 1996년 12월 2일 신설                                                       |
| 서울북가좌2동우편취급국  |      | 서울특별시 서대문구 응암로 117 (북가좌2동)                 | 1998년 11월 2일 신설 2013년 12월 31일 폐국                                 |
| 서울신촌우체국           |      | 서울특별시 서대문구 신촌로 161(대현동)                     |                                                                            |
| 서울연세대학교우체국     |      | 서울특별시 서대문구 연세로 50(신촌동)                      |                                                                            |
| 서울연희동우체국         |      | 서울특별시 서대문구 증가로 12(연희동)                      |                                                                            |
| 서울이화여자대학교우체국 |      | 서울특별시 서대문구 이화여대길 52(대현동)                  |                                                                            |
| 서울충정로우체국         |      | 서울특별시 서대문구 통일로 127(충정로)                     |                                                                            |
| 서울홍남우편취급국       |      | 서울특별시 서대문구 가재울로4길 57-8(남가좌동)             | 1987년 12월 30일 신설 2016년 12월 30일 폐국                                |
| 서울홍은2동우편취급국    |      | 서울특별시 서대문구 연희로 261-28(홍은동)                  | 1984년 10월 5일 신설 2009년 7월 1일 서울홍은3동우편취급국에서 명칭 변경    |
| 서울홍은미성우편취급국   |      | 서울특별시 서대문구 연희로 41길 37(홍은동)                 | 1991년 12월 9일 신설                                                       |
| 서울홍제3동우편취급국    |      | 서울특별시시 서대문구 간호대로 11-24(홍제동)               |                                                                            |
| 서울홍제동우체국         |      | 서울특별시 서대문구 통일로 419(홍제동)                     |                                                                            |

## 조직
- 영업과
  - 우편영업실
  - 금융영업실
- 소포영업과
  - 소포실
- 우편물류과
  - 물류실
- 경영지도실
- 지원과